# Oberon microsystems
Oberon microsystems wurde 1993 als Spin-off der ETH Zürich gegründet und ist heute eine Aktiengesellschaft mit Sitz in Zürich.
Ursprünglich hat die Firma Entwicklungswerkzeuge für die Programmiersprache Component Pascal entwickelt, einer Erweiterung von Oberon.

## Geschichte
Im Jahre 1999 wurde die Firma Esmertec ausgegründet, um das von Oberon microsystems entwickelte Java-Echtzeitbetriebssystem Jbed RTOS für Mikrocontroller zu vertreiben und weiterzuentwickeln. 
2010 hat Oberon microsystems Microsofts .NET Micro Framework auf ARM Cortex-M Mikrocontroller portiert und diese Portierung als Open Source Software veröffentlicht (NETMF for STM32).
2011 wurde die Firma Yaler ausgegründet, um einen bei Oberon microsystems entwickelten Relay Server als Hosted Service zu vertreiben und weiterzuentwickeln.
2014 hat Oberon microsystems das Limmat Projekt angekündigt, eine erweiterbare Plattform für Internet of Things Gateways. Als Teil dieses Projektes wurde ein Secure Bootloader benötigt, wofür eine auf 32-bit Mikrocontroller optimierte Kryptographie-Bibliothek entwickelt wurde.
2015 wurde OberonHAP auf den Markt gebracht, eine für Mikrocontroller optimierte Implementierung von Apples HomeKit Accessory Protocol. 
2019 hat Apple das HomeKit ADK als Open Source Software auf GitHub publiziert, basierend auf Oberon microsystems’ code.
Seither fokussiert sich die Firma auf ihre Cryptographie-Produkte: ocrypto und Oberon PSA Crypto. Diese Software wird u. a. von Nordic Semiconductor in ihrem SDK eingesetzt. Sie ist eine Weiterentwicklung der eigenen Kryptographie-Bibliothek, erweitert um verschiedene moderne Kryptographie-Algorithmen und um Kompatibilität mit dem PSA Certified Crypto API Industriestandard.

## Projekte
Oberon microsystems hat als Dienstleister im Laufe der Jahre verschiedene Kundenprojekte realisiert, seit 2000 diverse Projekte im Gebiet Internet of Things, zum Beispiel für das Monitoring von Wasserkraftwerken via Internet (Alstom Power) oder das Fine Tuning von Hörgeräten über das Internet (Phonak).

## Trivia
Der Informatik-Professor Niklaus Wirth war bis zu seinem Tode im Jahr 2024 Ehrenmitglied im Verwaltungsrat. Der Betriebswirtschaftsprofessor Norbert Szyperski war bis zu seinem Tode im Jahr 2016 Mitglied des Verwaltungsrates.